# Reba
Reba è una serie televisiva statunitense in 125 episodi trasmessi per la prima volta nel corso di 6 stagioni dal 2001 al 2007. È una sitcom familiare classica ambientata a Houston, nel Texas.

## Trama
Houston, Texas. Reba Nell Hart è una madre single il cui ex marito dentista Brock l'ha lasciata per sposare la giovane Barbra Jean dopo una relazione con lei (quando viene rivelato nell'episodio pilota che Barbra Jean è incinta). Ironia della sorte, anche se Reba vede "BJ" come la sua nemesi, Barbra Jean considera Reba la sua migliore (e forse unica) amica. L'approccio di Reba progredisce lentamente e dolorosamente la donna giunge alla conclusione che, nonostante tutti i suoi sforzi per odiarla, Barbra Jean è, alla fin dei conti, una persona apprezzabile e arriva a considerarla un'amica.
Nell'episodio pilota viene inoltre rivelato che la figlia maggiore di Reba, l'adolescente Cheyenne è incinta. Cheyenne sposa il padre del suo bambino, il compagno di liceo Van Montgomery, un giocatore di football non molto intelligente ma ben intenzionato. Van va a vivere con loro, dopo che i suoi genitori lo hanno cacciato di casa, e arriva a vedere Reba come un genitore. Gli altri due figli di Reba sono Kyra, una adolescente intelligente e ribelle che condivide la vena sarcastica della madre, e Jake, ragazzino che cerca invano di trovare un ordine nella sua vita in mezzo al disordine della sua famiglia.

## Episodi
| Stagione         | Episodi | Prima TV USA | Prima TV Italia |
| ---------------- | ------- | ------------ | --------------- |
| Prima stagione   | 22      | 2001-2002    | inedita         |
| Seconda stagione | 24      | 2002-2003    | inedita         |
| Terza stagione   | 22      | 2003-2004    | inedita         |
| Quarta stagione  | 22      | 2004-2005    | 2010            |
| Quinta stagione  | 22      | 2005-2006    | 2010            |
| Sesta stagione   | 13      | 2006-2007    | 2010            |

## Personaggi e interpreti

### Personaggi principali
- Reba Hart (125 episodi, 2001-2007), interpretata da Reba McEntire.
- Cheyenne Hart-Montgomery (125 episodi, 2001-2007), interpretata da Joanna García.
- Van Montgomery (125 episodi, 2001-2007), interpretato da Steve Howey.
- Brock Hart (122 episodi, 2001-2007), interpretato da Christopher Rich.
- Barbra Jean Booker Hart (114 episodi, 2001-2007), interpretata da Melissa Peterman.
- Jake Hart (112 episodi, 2001-2007), interpretato da Mitch Holleman.
- Kyra Hart (103 episodi, 2001-2007), interpretata da Scarlett Pomers.

### Personaggi secondari
- Baby Elizabeth Montgomery da bambina (24 episodi, 2002-2005), interpretata da Alena LeBerger.
- Baby Elizabeth Montgomery da bambina (24 episodi, 2002-2005), interpretata da Gabrielle LeBerger.
- Baby Henry Jesus Hart da bambino (10 episodi, 2002-2006), interpretato da Alexander McClellan.
- Baby Henry Jesus Hart da bambino (10 episodi, 2002-2006), interpretato da Jackson McClellan.
- Lori Ann (7 episodi, 2001-2002), interpretata da Park Overall.
- Mrs. Hodge (4 episodi, 2001-2002), interpretata da Julia Duffy.
- Henry Jesus Hart (4 episodi, 2005-2006), interpretato da Jon Paul DeFabry.
- Dottoressa Susan Peters (3 episodi, 2001), interpretata da Nell Carter.
- Brian (3 episodi, 2002-2003), interpretato da Mark Thompson.
- Terry (3 episodi, 2003-2004), interpretato da Leslie Jordan.
- Toddler Elizabeth Montgomery (3 episodi, 2005-2006), interpretata da Lila Braff.

## Produzione
La serie, ideata da Allison M. Gibson, fu prodotta da 20th Century Fox Television, Acme Productions e Acme Television e girata negli studios della Sony Pictures a Culver City e negli studios della 20th Century a Century City in California. Le musiche furono composte da Jonathan Wolff, Tree Adams e Steve Dorff.

### Registi
Tra i registi sono accreditati:
- Will Mackenzie in 63 episodi (2002-2007)
- Robbie Countryman in 12 episodi (2004-2007)
- Gail Mancuso in 7 episodi (2001-2003)
- Christopher Rich in 6 episodi (2003-2006)
- Amanda Bearse in 5 episodi (2001-2002)
- Jack Kenny in 5 episodi (2002-2005)
- Leonard R. Garner Jr. in 4 episodi (2001-2003)
- Ellen Gittelsohn in 4 episodi (2002-2003)
- Gary Shimokawa in 3 episodi (2001)
- Katy Garretson in 3 episodi (2002)
- Leslie Kolins Small in 2 episodi (2002-2003)
- Dana De Vally Piazza in 2 episodi (2002)
- Keith Samples in 2 episodi (2003-2004)
- Marian Deaton in 2 episodi (2004-2006)

### Sceneggiatori
Tra gli sceneggiatori sono accreditati:
- Allison M. Gibson in 74 episodi (2001-2006)
- Matt Berry in 14 episodi (2002-2007)
- Patricia Carr in 12 episodi (2001-2004)
- Lara Olsen in 12 episodi (2001-2004)
- Pat Bullard in 12 episodi (2002-2007)
- Chris Case in 10 episodi (2002-2004)
- Chris Atwood in 9 episodi (2002-2007)
- Kevin Abbott in 9 episodi (2002-2006)
- Donald R. Beck in 4 episodi (2006-2007)

## Distribuzione
La serie fu trasmessa negli Stati Uniti dal 5 ottobre 2001 al 18 febbraio 2007 sulla rete televisiva The CW. In Italia sono state trasmesse dal 13 aprile 2010 su Italia 1 solo le stagioni 4-6.
Alcune delle uscite internazionali sono state:
- in Islanda il 2 aprile 2002
- in Canada il 6 giugno 2002
- in Norvegia il 15 settembre 2003
- in Svizzera il 6 dicembre 2003
- in Germania il 17 settembre 2005
- in Svezia il 17 ottobre 2005
- in Argentina
- in Finlandia (Reba)
- in Grecia (Reba)
- in Ungheria (Reba)
- in Italia (Reba)